# Lustjärnen (Ragunda socken, Jämtland)
Lustjärnen är en sjö i Ragunda kommun i Jämtland och ingår i Indalsälvens huvudavrinningsområde.